# Diospyros whitfordii
Diospyros whitfordii är en tvåhjärtbladig växtart som beskrevs av Elmer Drew Merrill. Diospyros whitfordii ingår i släktet Diospyros och familjen Ebenaceae. Inga underarter finns listade i Catalogue of Life.